# Affaire du « Mur des cons »
L'affaire du « Mur des cons » est une affaire médiatique et judiciaire française.
Elle est liée à la présence, dans les locaux du Syndicat de la magistrature, courant 2013, d'un panneau d'affichage intitulé « Mur des cons » et sur lequel étaient affichées des photographies de diverses personnes signalées comme étant des « cons », dont des victimes ainsi que des proches de victimes d'affaires sordides. 
L'affaire se conclut par la condamnation symbolique de la présidente du syndicat pour injures publiques, huit ans plus tard.

## Chronologie de l'affaire

### 2013
En avril 2013, le site d'information Atlantico publie une vidéo montrant un panneau intitulé « le mur des cons », sur lequel sont affichées, dans le local du SM, les photos de diverses personnalités publiques — hommes politiques, intellectuels ou journalistes, majoritairement de droite  — de hauts magistrats ou de syndicalistes policiers. On y trouve également des photos de divers parents de victimes, dont deux pères de jeunes filles violées et tuées par des récidivistes, qui avaient milité en faveur du fichage génétique des délinquants sexuels, et contre le laxisme de la justice. Cette publication est vivement commentée dans la presse,,. Étienne Mougeotte parle de « pratique totalitaire », Luc Ferry de liste « inquiétante ». Le Point évoque des « têtes à abattre » et le journal d'information Metro s'interroge sur la question de « l'impartialité de la justice ». Indigné, le député UMP Christian Jacob adresse une lettre au président de la République où il écrit : « Cette pratique n’est pas tolérable [...] elle est un manquement grave au principe d’impartialité de la justice ». L'ancien avocat général Philippe Bilger condamne cet affichage qui « discrédite » ces magistrats et pose la question : « Quelle présomption il faut, pour qualifier ainsi sommairement, brutalement autrui, précisément ciblé, coupable de penser autrement ! ». La revue Valeurs actuelles, parlant de « mur de la honte », s'indigne de trouver sur la liste Jean-Pierre Escarfail, « le président d’une association de victimes, dont la fille a été violée et assassinée » (par Guy Georges), ainsi que le général Philippe Schmitt, père d'une jeune fille assassinée en 2007. Les autres syndicats de magistrats se désolidarisent du SM : « Cela donne une image détestable de notre profession », réagit Christophe Régnard, de l'Union syndicale des magistrats (USM). « L'apolitisme doit être la règle pour garantir notre impartialité », explique Béatrice Brugère, de FO-Magistrats. Du reste, Bruno Thouzellier, ancien président de l'USM, figure lui-même sur le mur des cons. Décrivant la réaction des magistrats, le chroniqueur judiciaire Dominique Verdeilhan précise que ceux-ci sont particulièrement choqués par cette affiche et encore davantage par le fait de mettre en cause des parents de victimes.
Interrogée au Parlement le 24 avril, Christiane Taubira admet que « les personnes qui se trouvent sur ce panneau sont parfaitement fondées à déposer plainte et le parquet à conduire une action publique ». Le lendemain, au Sénat, elle annonce avoir saisi le Conseil supérieur de la magistrature (CSM).
Sophie Combes, secrétaire nationale du SM, s'en prend à Atlantico en dénonçant un « travail de décrédibilisation ». Réagissant à la polémique, la présidente du SM Françoise Martres déclare : « Le Syndicat de la Magistrature est un syndicat de gauche, alors certains ne le supportent pas mais, cela n'a rien à voir ensuite avec notre partialité et notre impartialité ». Dans une lettre ouverte destinée à la ministre de la Justice, elle critique ensuite la « saisine consternante » du CSM. Le 28 avril, Jean-Luc Mélenchon apporte son soutien au syndicat en fustigeant une « provocation monstrueuse ».
L'avocat Gilles-William Goldnadel — également chroniqueur d'Atlantico — condamne un « sentiment total d’impunité » et critique la collusion du syndicat avec le pouvoir politique. Il devient par la suite l'avocat de Clément Weill-Raynal, le journaliste ayant filmé le mur et transmis la vidéo à des tiers. Le Syndicat national des journalistes apporte son soutien au SM et rappelle que « l’utilisation d’images volées dans un lieu privé, en l’occurrence les locaux du SM, est contraire à la déontologie professionnelle la plus élémentaire ». Ce soutien du SNJ au SM ainsi que ses reproches à l'encontre du journaliste seront critiqués en retour par Luc Rosenzweig dans une tribune sur le site Causeur.
Quelques jours après, le SM retire le panneau, avançant pour explication qu'il n'avait pas vocation à sortir de la sphère privée pour entrer dans la sphère publique. Il invoque, pour justifier son existence, « un temps où la justice était sous pression permanente et où les magistrats faisaient l’objet d’attaques violentes et démagogiques »,. Gilles-William Goldnadel, quant à lui, porte plainte contre le syndicat pour destruction de preuves. La direction de France Télévisions, quant à elle, décide de demander une mise à pied de Clément Weill-Raynal. La direction de France 3 reproche au journaliste d'avoir d'abord menti sur l'origine de ces images qu'il avait pourtant filmées.
Aux élections professionnelles de juin 2013, le Syndicat de la magistrature enregistre un recul de 6,9 % des voix et perd 48 grands électeurs, sur 130, à la commission d'avancement. Il ne représente plus qu'un quart des magistrats, contre un tiers en 2010. De l'avis de plusieurs observateurs, il paie ainsi l'affaire du « mur des cons » ainsi que son appel à voter contre le président de la République sortant Nicolas Sarkozy à l'élection présidentielle,. Il compte 904 adhérents sur plus de 8 000 magistrats.

### 2014 à 2016
Le 17 février 2014, la présidente du Syndicat de la magistrature, Françoise Martres, est mise en examen pour injures publiques. Devant ses juges, lors de l'interrogatoire de première comparution, elle se montre « plutôt vindicative ». À la question de savoir qui a affiché les photos sur le « mur des cons », elle répond : « Je n'ai pas à vous répondre, vous n'avez qu'à chercher vous-mêmes »,. Elle demande ensuite que la procédure soit annulée, arguant de ce qu'« elle n'avait pas voulu donner de caractère public au mur des cons ». Elle est déboutée de sa demande en octobre 2014, si bien que plus rien n'empêche alors, selon Le Figaro, « que la procédure aille à son terme et que la responsable, en tant qu'éditrice, se retrouve en audience correctionnelle ». En septembre 2015, elle est renvoyée devant la justice pour « injures publiques ». Elle se pourvoit en cassation contre cette décision. Le 29 novembre 2016, la Cour de cassation rejette son pourvoi.

### 2017
Deux semaines après la nomination de Nicole Belloubet, le 21 juin 2017, au poste de garde des Sceaux, le ministère de la justice propose Françoise Martres, jusque-là conseillère à la cour d'appel d'Agen, pour un poste de première vice-présidente adjointe au tribunal de grande instance de Bordeaux. 17 autres candidats ont postulé pour ce poste. Par décret du président de la République en date du 16 août 2017, publié au Journal officiel de la République française le 18 août 2017, elle obtient le poste après avis conforme du Conseil supérieur de la magistrature.

### 2018 à 2021
En octobre 2018, vidéo à l'appui, Le Point prouve que Françoise Martres, contrairement à ce qu'elle avait affirmé devant la juge d'instruction, a bien vu Clément Weill-Raynal devant le « mur des cons » et parlé avec lui.
Le procès de Françoise Martres pour injures publiques doit se tenir au tribunal de grande instance de Paris du 4 au 7 décembre 2018. Parmi la quinzaine de plaignants se trouvent des personnalités politiques comme Patrick Balkany, Éric Woerth et Robert Ménard, mais aussi le polémiste Dieudonné et le père d'une jeune femme assassinée. Le parquet requiert la relaxe. Françoise Martres est finalement condamnée le 31 janvier 2019 à 500 euros d'amende pour « injure publique ». La juridiction de jugement reconnaissant le préjudice particulier subi par les époux Schmitt qui avaient perdu leur fille, le SM est condamné à verser un total de 15 000 euros au général Schmitt, en guise de dommages et intérêts et de frais de justice. Pour le tribunal, « la conception, la réalisation, la publication et la diffusion du « Mur des cons » sont inconcevables de la part de magistrats, compte tenu de la mission et du rôle particuliers de l'autorité judiciaire dans une société démocratique ». Le Front national est quant à lui débouté.
Martres fait alors appel et voit sa condamnation à 500 euros d'amende avec sursis, 5 000 euros de dommages et intérêts et 10 000 euros au titre des frais de justice confirmée. Déboutés, car leurs plaintes étaient incomplètes, Robert Ménard et le Rassemblement national font appel. La cour, statuant sur le plan civil, juge leurs plaintes suffisamment claires et condamne Françoise Martres à leur verser, pour injure publique, un euro symbolique de dommages et intérêts et 1 000 euros au titre des frais de justice (article 475-1 du CPP),. Les magistrats jugent que le local du syndicat, lieu privé, était devenu « occasionnellement public » lors de la visite du journaliste, et que le syndicat avait « conscience que le panneau serait vu par des tiers ».
Le 12 janvier 2021, la Cour de cassation rejette les pourvois déposés par Françoise Martres et la condamne à payer 5 000 euros de frais de justice. Les condamnations contre l'ancienne présidente du Syndicat de la magistrature deviennent donc définitives,.